# Сулавесский дронго
Сулавесский дронго (лат. Dicrurus montanus) — вид птиц семейства дронговых. Подвидов не выделяют. Эндемик Сулавеси.

## Описание
Сулавесский дронго достигает длины около 25 см и массы 38 г. Половой диморфизм не выражен. Это стройная птица с большой круглой головой, конусообразным и крепким клювом, короткими ногами, длинными крыльями. Хвост длинный (135—150 мм) и глубоко раздвоенный, кончики внешних рулевых перьев загибаются вверх. Общая окраска оперения синевато-чёрная с фиолетовыми переливами; мантия бархатисто-чёрная. На груди разбросаны мелкие и узкие блёстки. Шея с короткими торчащими волосками. Радужная оболочка коричневая или тёмно-коричневато-красная; клюв чёрный; ноги чёрные. Молодые особи не описаны.
Вокализация мало известна. Поют обычно дуэтом; песни описываются как односложные или трехсложные резкие скрежещущие звуки «trrsh-trrsrh-trrrsh», сопровождаемые мягкими свистками, например, низким «twuu» или двойным нисходящим «tee-twuu».

## Распространение и места обитания
Сулавесский дронго распространён в горных районах Сулавеси и на острове Тогиан. Обитает в тропических и субтропических влажных горных лесах. Встречается на высоте от 550 до 1800 м над уровнем моря.

## Биология
Насекомоядный. Питается поодиночке и парами; присоединяется к смешанным стаям кормящихся птиц. Биология размножения не исследована.